# Особняк Герлейбова
Особняк Герлейбова — цегляна двоповерхова споруда в місті Павлограді, в якій народився фізик-ядерник Кирило Синельников.

## Історія  будинку
Прибутковий будинок Герлейбова був зведений  на початку XX століття. У дореволюційний час тут жила родина земського лікаря Дмитра Синельникова. Тут народився і виріс його син — фізик-ядерник Кирило Синельников, який заклав основи розвитку ядерної фізики в СРСР. Саме під його керівництвом було здійснено розщеплення атома.
Будівля збудована у стилі модерн.

## Опис пам'ятки
Двоповерховий особняк розташований у місті Павлоград, Дніпропетровська область по вулиці Соборна, 42. Будинок виконаний у стилі модерн. 

## Сучасність
Наразі у будинку видатного фізика міститься Станція юних натуралістів.